# Liste von Söhnen und Töchtern der Stadt Worcester (Massachusetts)
Dies ist eine Liste bekannter Persönlichkeiten, die in der US-amerikanischen Stadt Worcester (Massachusetts) geboren wurden. Die Liste erhebt keinen Anspruch auf Vollständigkeit.

## 18. Jahrhundert

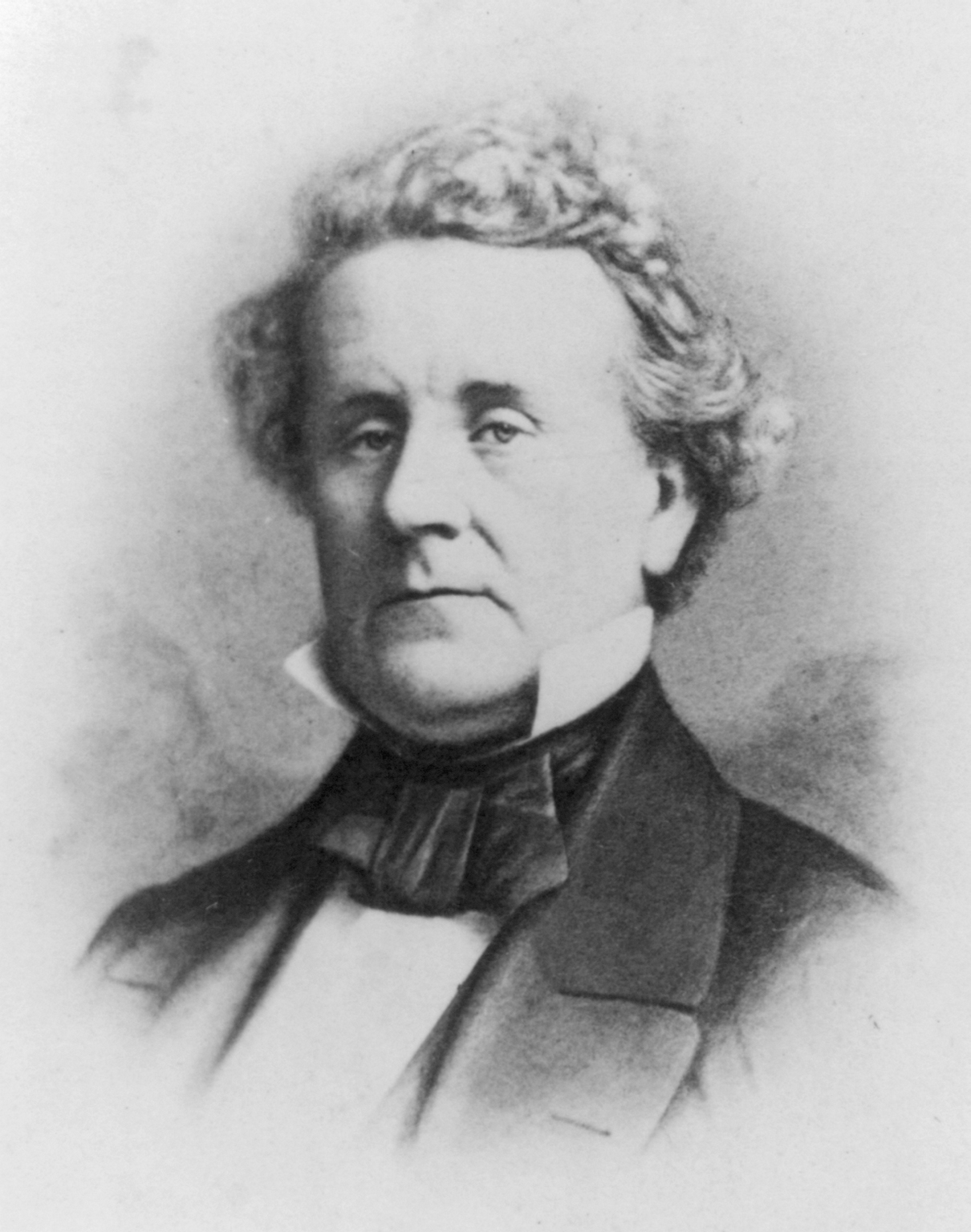
Levi Lincoln
(1782–1868)

- Levi Hubbard (1762–1836), Politiker, Vertreter von Massachusetts im US-Repräsentantenhaus
- Benjamin Swan (1762–1839), Kaufmann, Bankier und Politiker
- John Curtis Chamberlain (1772–1834), Politiker
- Levi Lincoln junior (1782–1868), Politiker, Bürgermeister von Worcester
- John Holmes Prentiss (1784–1861), Politiker, Vertreter von New York im US-Repräsentantenhaus
- Samuel Butman (1788–1864), Politiker, Vertreter von Maine im US-Repräsentantenhaus
- Enoch Lincoln (1788–1829), Politiker, Gouverneur von Maine
- Charles Allen (1797–1869), Politiker, Vertreter von Massachusetts im US-Repräsentantenhaus
- George Bancroft (1800–1891), Historiker und Politiker

## 19. Jahrhundert

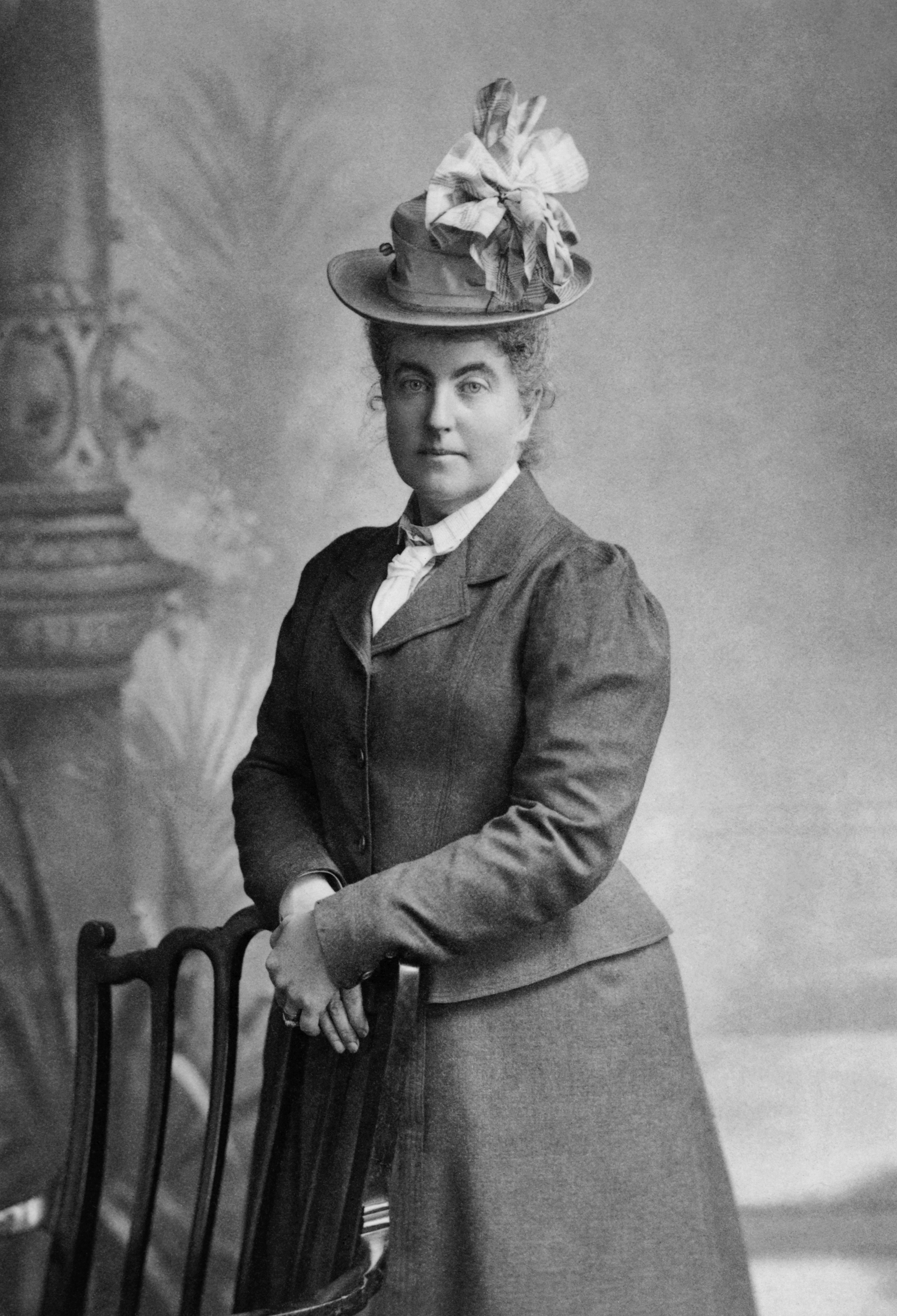
Fanny Bullock Workman
(1859–1925)

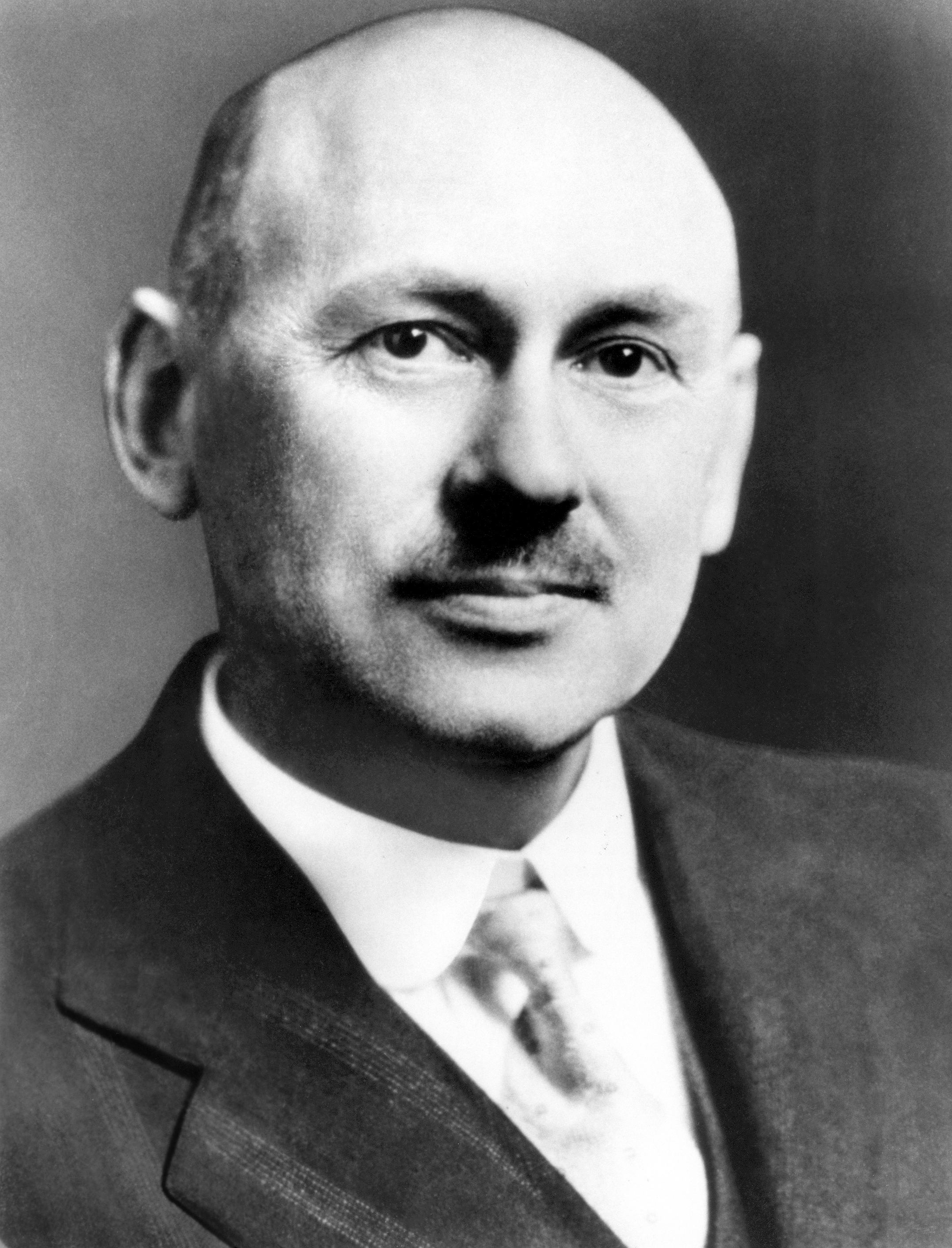
Robert Goddard
(1882–1945)

Olive Higgins Prouty
(1882–1974)

- Edward J. Curtis (1827–1895), Politiker, Territorialgouverneur im Idaho-Territorium
- Horace Davis (1831–1916), Politiker, Vertreter von Kalifornien im US-Repräsentantenhaus
- William Hunter Workman (1847–1937), Arzt, Geograph, Entdeckungsreisender und Autor
- Charles A. Russell (1852–1902), Politiker, Vertreter von Connecticut im US-Repräsentantenhaus
- Pierre-Basile Mignault (1854–1945), Jurist
- Ellen Day Hale (1855–1940), Malerin und Grafikerin
- Rockwood Hoar (1855–1906), Politiker, Vertreter von Massachusetts im US-Repräsentantenhaus
- John A. Thayer (1857–1917), Politiker, Vertreter von Massachusetts im US-Repräsentantenhaus
- Edward Herbert Thompson (1857–1935), Diplomat und Archäologe
- Charles G. Washburn (1857–1928), Politiker
- Fanny Bullock Workman (1859–1925), Geografin, Kartografin, Schriftstellerin und Bergsteigerin
- Samuel Winslow (1862–1940), Politiker, Vertreter von Massachusetts im US-Repräsentantenhaus
- George B. Churchill (1866–1925), Politiker, Vertreter von Massachusetts im US-Repräsentantenhaus
- Francis Bernard Courtney (1867–1952), Schriftkünstler und Graphologe
- William Augustine Hickey (1869–1933), römisch-katholischer Bischof von Providence
- Mary Dennett (1872–1947), Künstlerin, Aktivistin, Pazifistin und Pionierin auf den Gebieten der Geburtenkontrolle, Sexualerziehung und des Frauenwahlrechts
- Lawrence Park (1873–1924), Architekt und Kunsthistoriker
- Roland Burrage Dixon (1875–1934), Anthropologe
- Mary Emily Sinclair (1878–1955), Mathematikerin und Hochschullehrerin
- Lewis Stone (1879–1953), Schauspieler
- Richard Washburn Child (1881–1935), Diplomat und Schriftsteller
- Robert Goddard (1882–1945), Wissenschaftler und Raketenpionier
- Ralph Lyford (1882–1927), Dirigent und Komponist
- Olive Higgins Prouty (1882–1974), Schriftstellerin
- Edmund L. Daley (1883–1968), Generalmajor der United States Army
- Robert Benchley (1889–1945), Humorist, Theaterkritiker und Schauspieler
- Wesley A. D’Ewart (1889–1973), Politiker, Vertreter von Montana im US-Repräsentantenhaus
- Robert Frazer (1891–1944), Schauspieler
- Samuel Nathaniel Behrman (1893–1973), Schriftsteller
- Willard S. Paul (1894–1966), Generalleutnant der United States Army
- Edgar C. Erickson (1896–1989), Generalmajor der United States Army
- Donald Wood Taylor (1900–1955), Geotechniker und Professor am MI

## 20. Jahrhundert

### 1901–1930

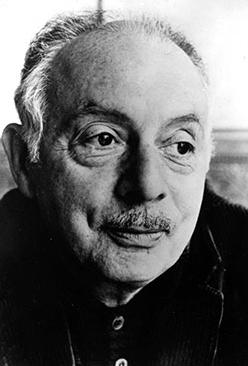
Stanley Kunitz
(1905–2006)

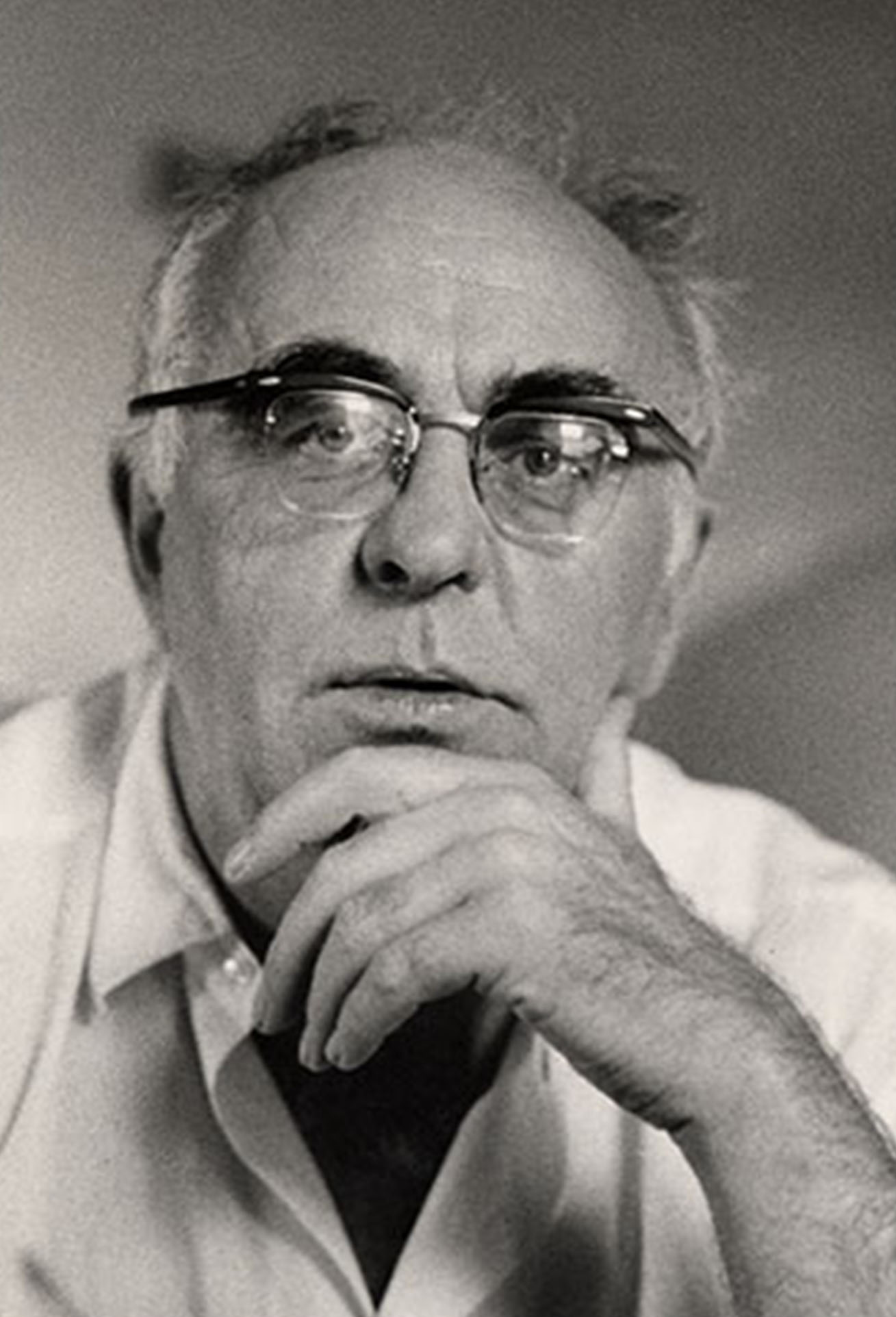
Charles Olson
(1910–1970)

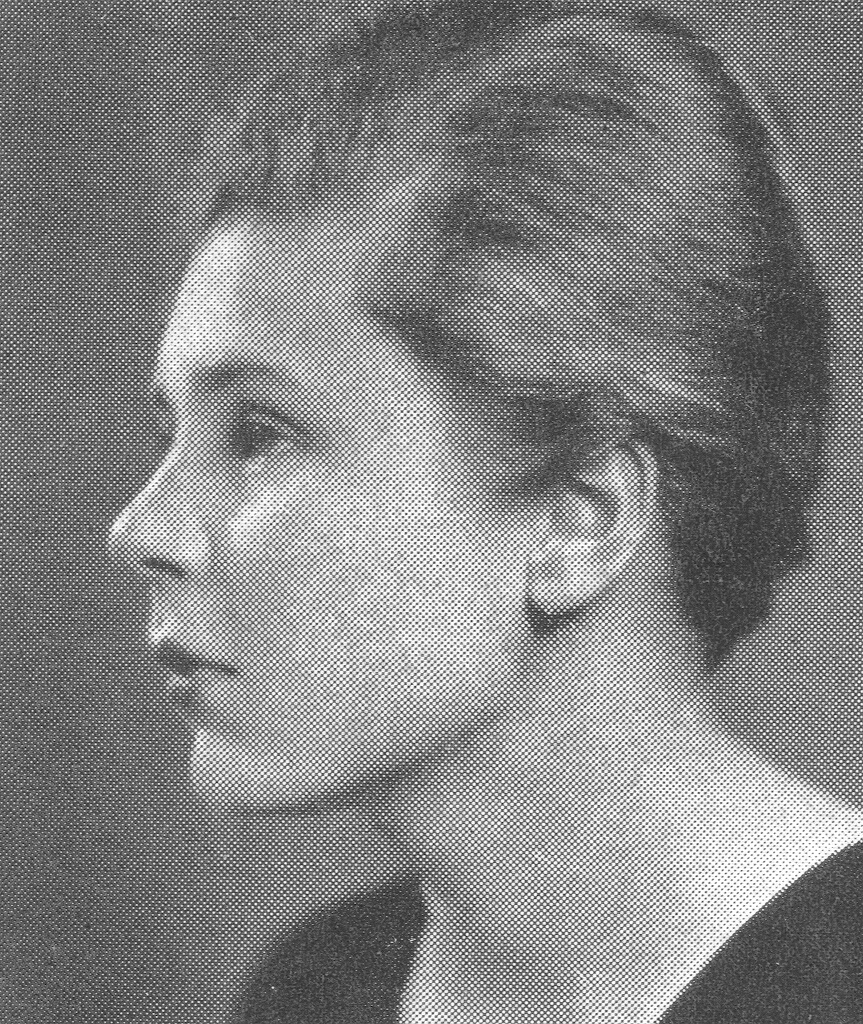
Elizabeth Bishop
(1911–1979)

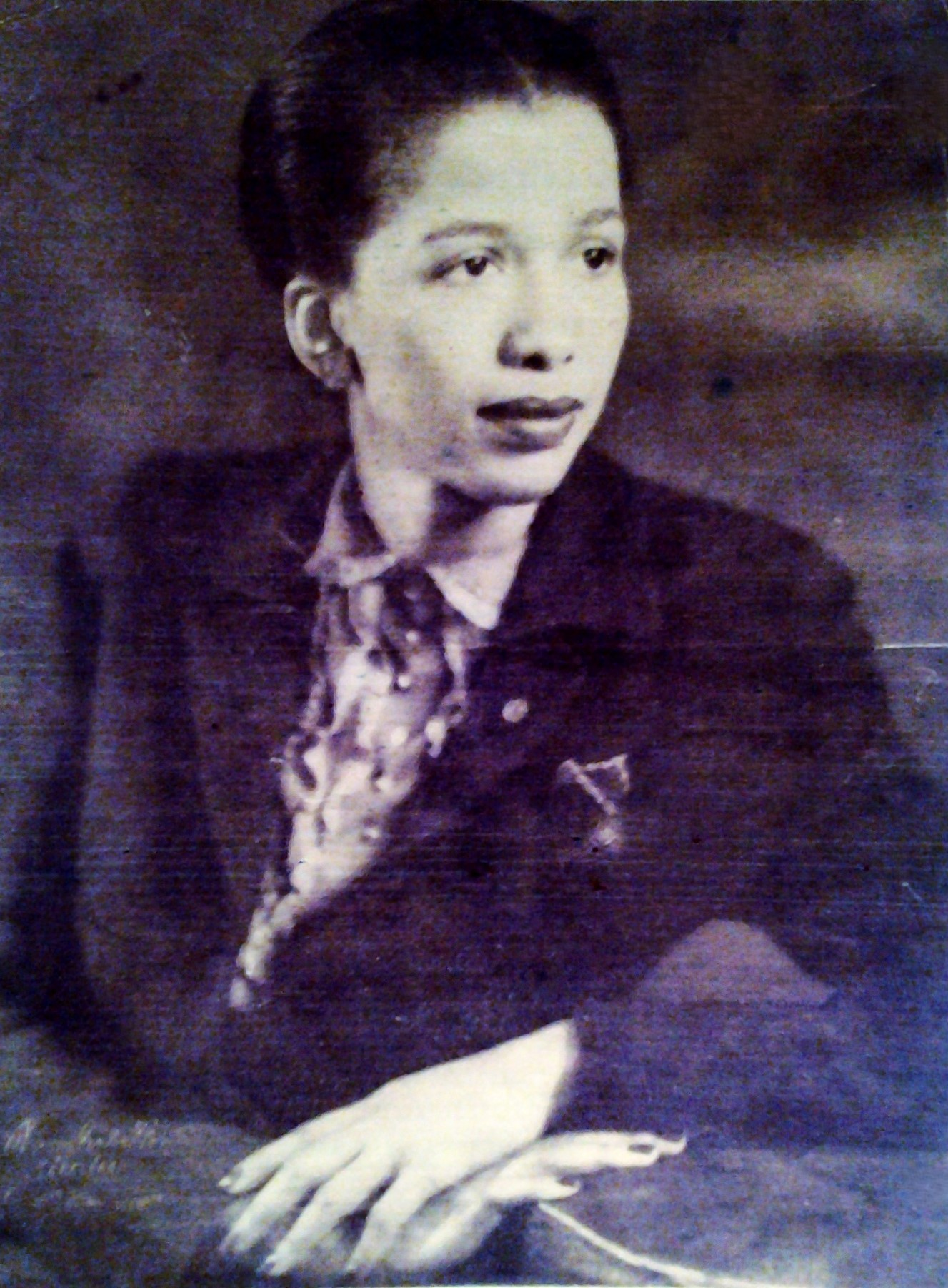
Irene Higginbotham
(1918–1988)

- Harold Donohue (1901–1984), Politiker, Vertreter von Massachusetts im US-Repräsentantenhaus
- Charles Grant Loomis (1901–1963), Germanist und Folklorist
- Everett V. Stonequist (1901–1979), Soziologe
- Charles H. Morgan (1902–1984), Klassischer Archäologe und Kunsthistoriker
- Charles F. Sullivan (1904–1962), Politiker
- Stanley Kunitz (1905–2006), Lyriker
- Lillian Asplund (1906–2006), Überlebende des Untergangs der Titanic
- Wendell Culley (1906–1983), Jazzmusiker
- Isadore Nathaniel Parker (1908–2011), Jazz-Trompeter
- Charles Olson (1910–1970), Dichter
- Elizabeth Bishop (1911–1979), Dichterin und Schriftstellerin der Moderne
- Albina Osipowich (1911–1964), Schwimmerin, 1928 Olympiasiegerin über 100 m Freistil
- Samuel Fuller (1912–1997), Schauspieler, Drehbuchautor und Regisseur
- Kilian J. Healy (1912–2003), Priester, Generalprior der Karmeliter
- Rita Johnson (1913–1965), Schauspielerin
- Art Drelinger (1914/15–200!),  Jazzmusiker
- Arthur Kennedy (1914–1990), Bühnen- und Filmschauspieler
- Dorothy Bridges (1915–2009), Schauspielerin und Dichterin
- Nora Marlowe (1915–1977), Schauspielerin
- Loring Coes junior (1915–1978), Chemiker, synthetisierte als erster das nach ihm benannte Coesit
- Burton R. Pollin (1916–2009), Literaturwissenschaftler
- Georgia Gibbs (1918–2006), Pop- und Jazzsängerin
- Irene Higginbotham (1918–1988), Pianistin und Songwriterin
- John Hugh Crimmins (1919–2007), Diplomat, US-Botschafter in Brasilien
- John Michael Hayes (1919–2008), Drehbuchautor
- George Cowan (1920–2012), Chemiker, Philanthrop und Unternehmer
- Helen Walker (1920–1968), Schauspielerin
- Harvey Ball (1921–2001), Grafikdesigner, gilt als Erfinder des „Smileys“
- Irving E. Sigel (1921–2006), Psychologe
- Al Vega (1921–2011), Jazzpianist
- Jaki Byard (1922–1999), Jazzmusiker
- Kenneth O’Donnell (1924–1977), Politiker, Berater von US-Präsident John F. Kennedy
- Kathleen O’Malley (1924–2019), Schauspielerin und Stummfilmdarstellerin
- Barbara Carroll (1925–2017), Jazz-Pianistin und Sängerin
- Robert Munford (1925–1991), Künstler
- Noah Gordon (1926–2021), Schriftsteller (Der Medicus, Der Schamane, Die Erben des Medicus)
- Don Fagerquist (1927–1974), Jazz-Trompeter
- John Aloysius Marshall (1928–1994), römisch-katholischer Bischof von Springfield
- Harry Sheppard (1928–2022), Jazz-Vibraphonist
- Ernest K. Warburton (1928–1994), experimenteller Kernphysiker
- James Maxwell (1929–1995), britischer Schauspieler und Drehbuchautor
- Russ Adams (1930–2017), Sportfotograf
- David Edward Foley (1930–2018), römisch-katholischer Bischof von Birmingham

### 1931–1970

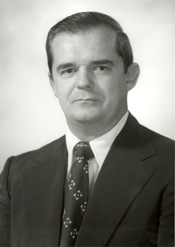
Joseph D. Early
(1933–2012)

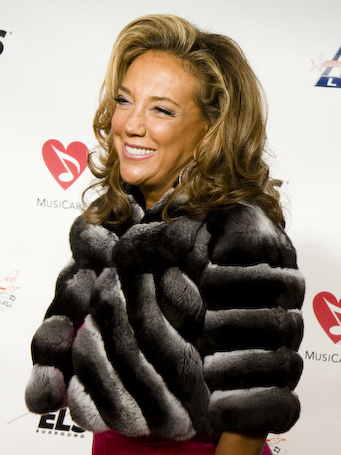
Denise Eisenberg Rich
(* 1944)

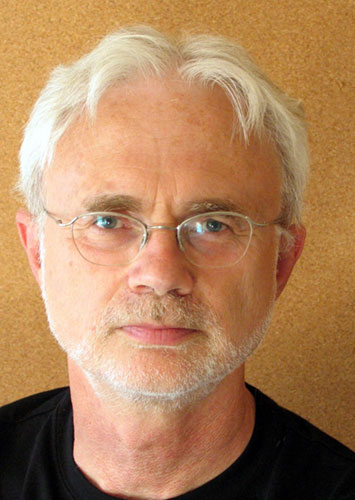
John Adams
(* 1947)

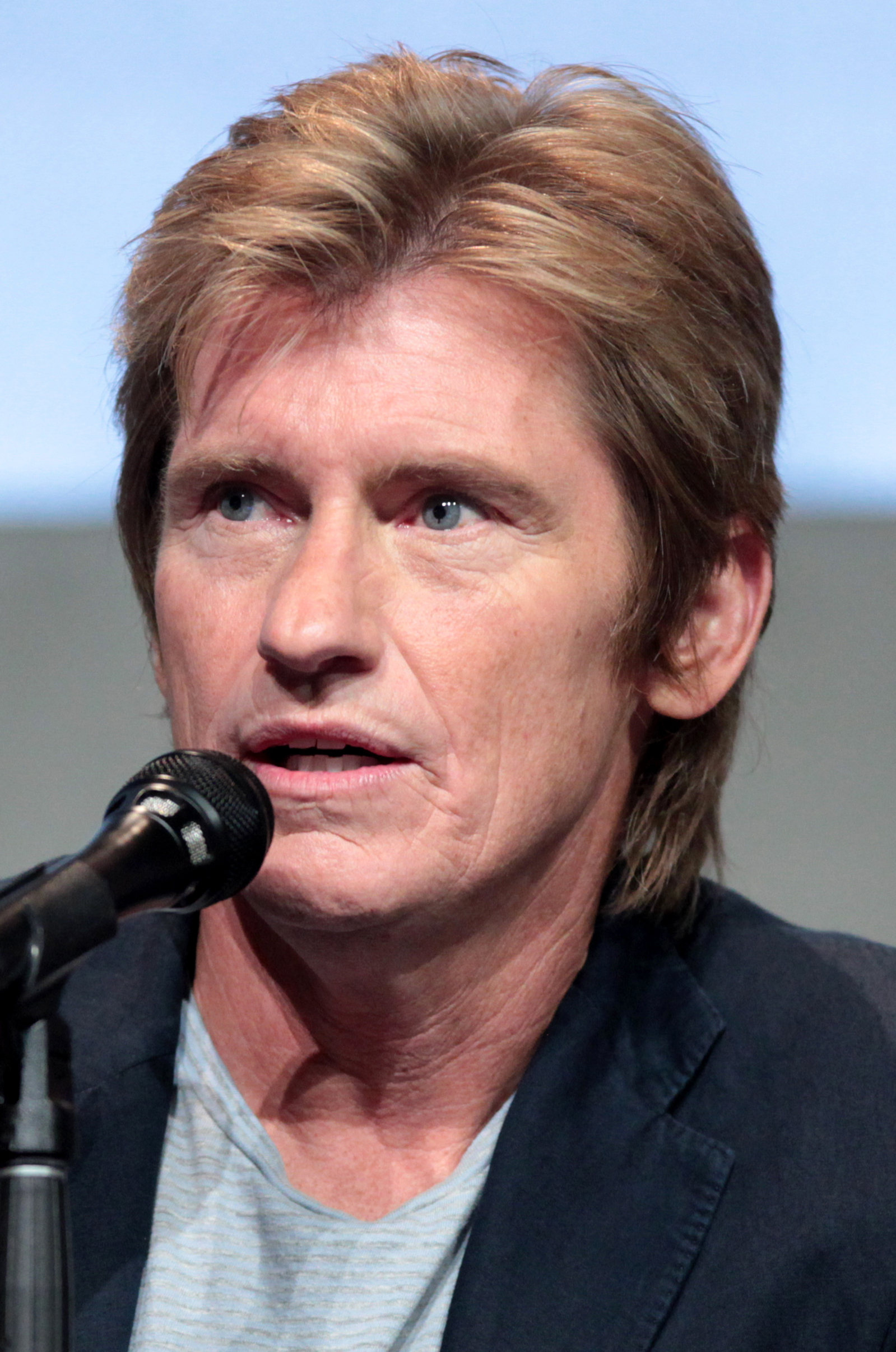
Denis Leary
(* 1957)

- Frank Capp (1931–2017), Schlagzeuger und Bandleader
- Ronald Dworkin (1931–2013), Philosoph
- George Morgan (1932–2022), Schauspieler
- Joseph D. Early (1933–2012), Politiker
- Raymond Wentworth (* 1933), Sänger und Komponist
- Coralie O’Connor (* 1934), Schwimmerin[1]
- Leo A. Paquette (1934–2019), organischer Chemiker
- James E. Keirans (1935–2023), Arachnologe, Parasitologe und Hochschullehrer
- Abbie Hoffman (1936–1989), Polit- und Sozial-Aktivist
- Nancy Holt (1938–2014), Landart-, Konzept- und Videokünstlerin
- Frank Carroll (1939–2024), Eiskunstlauftrainer
- Jon Else (* 1944), Filmregisseur, Filmproduzent, Drehbuchautor, Kameramann und Dokumentarfilmer
- Denise Eisenberg Rich (* 1944), österreichische Liedtexterin, Philanthropin und Spendenbeschafferin
- John Adams (* 1947), Komponist
- David Higgins (* 1947), Ruderer[2]
- Paul Murphy (* 1949), Jazz-Schlagzeuger
- Craig G. Lilyestrom (* 1950), Ichthyologe
- Stefan Lano (* 1952), Komponist, Korrepetitor und Dirigent
- Susan Rojcewicz (* 1953), Basketballspielerin[3]
- Gary Valente (* 1953), Posaunist des Modern Creative Jazz
- Butch Johnson (1955–2024), Bogenschütze
- Peter I. Blute (* 1956), Politiker, Vertreter von Massachusetts im US-Repräsentantenhaus
- Ferdi Taygan (* 1956), Tennisspieler
- Denis Leary (* 1957), Schauspieler
- Michael McGrath (1957–2023), Schauspieler und Sänger
- Richard Francis Reidy (* 1958), römisch-katholischer Geistlicher, Bischof von Norwich
- Jim McGovern (* 1959), Politiker
- Michael Wallace Banach (* 1962), Diplomat des Heiligen Stuhls
- Scott Silver (* 1963), Drehbuchautor, Filmproduzent und Filmregisseur
- H. Jon Benjamin (* 1966), Komiker, Schauspieler, Autor und Synchronsprecher
- Ryan Idol (* 1966), Pornodarsteller
- Steve Davis (* 1967), Jazzmusiker
- Doug Stanhope (* 1967), Standup-Comedian
- Jonathan Knight (* 1968), Sänger
- Tim Murray (* 1968), Politiker
- Shannon Eastin (* 1970), Schiedsrichterin der National Football League
- Bill Guerin (* 1970), Eishockeyspieler
- Jordan Knight (* 1970), Sänger

### 1971–2000
- Jean Louisa Kelly (* 1972), Schauspielerin
- Jim Campbell (* 1973), Eishockeyspieler

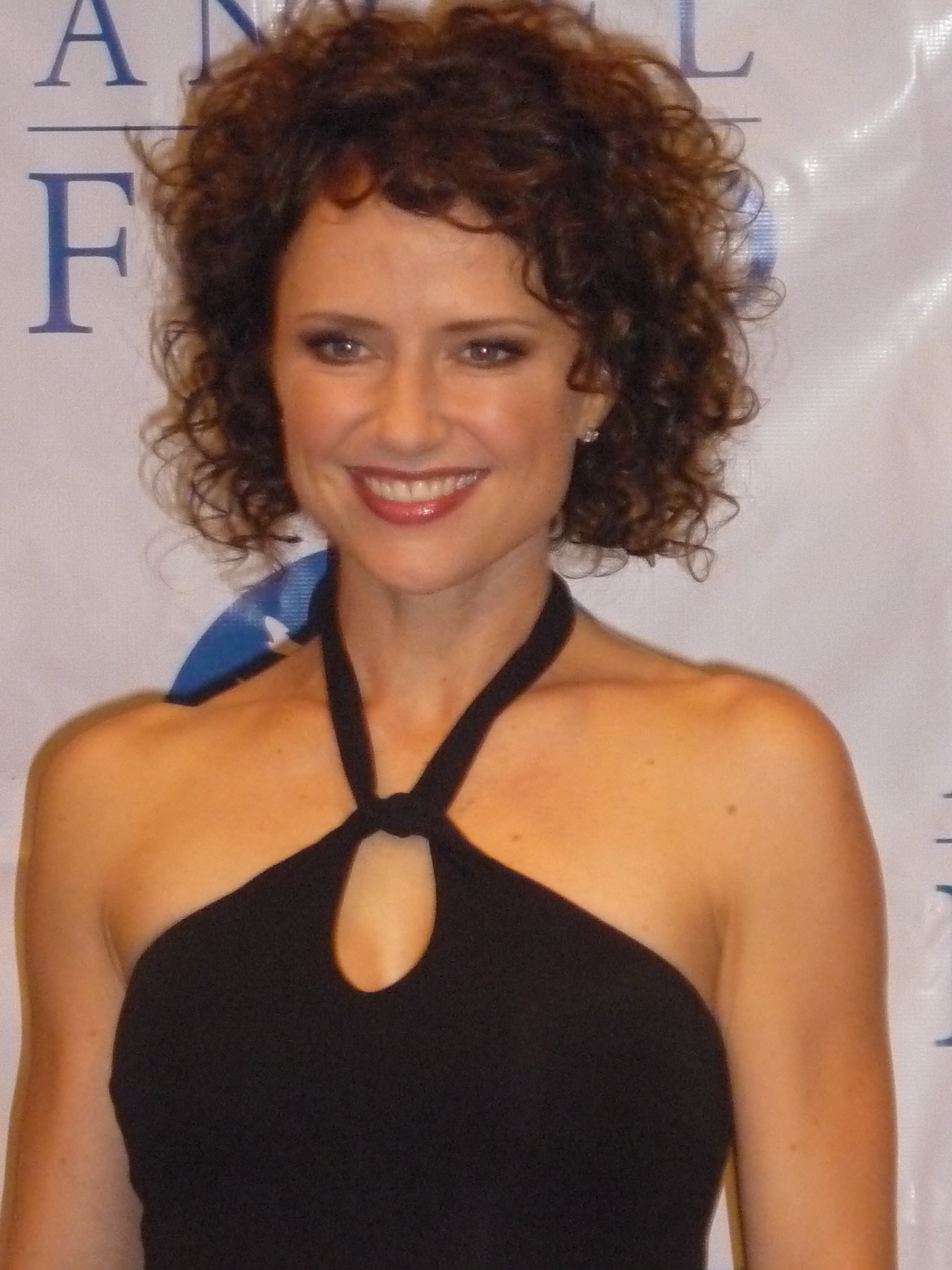
Jean Louisa Kelly
(* 1972)

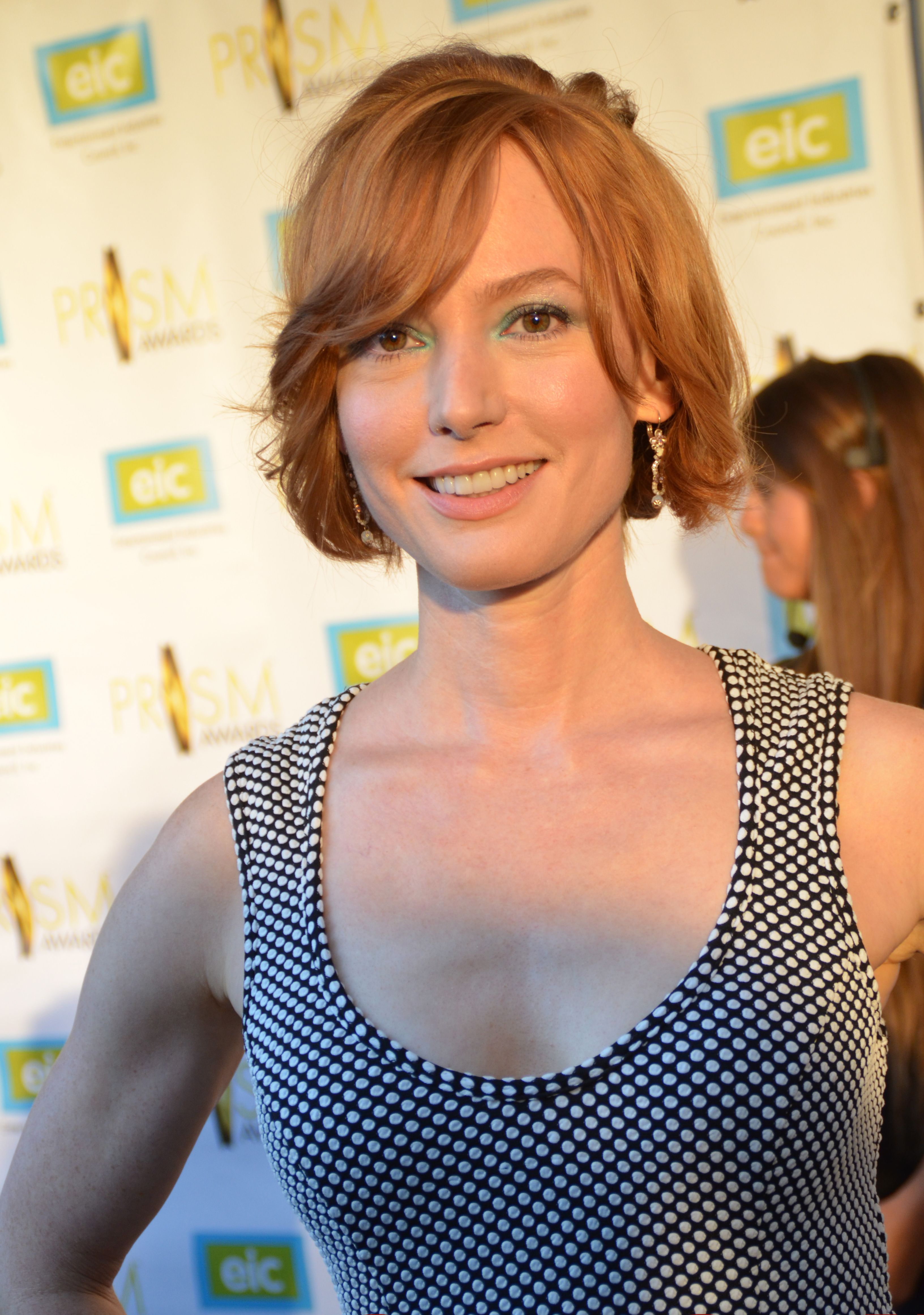
Alicia Witt
(* 1975)

- Jay Cutler (* 1973), Bodybuilder, Mr. Olympia 2006, 2007, 2009 und 2010
- Alicia Witt (* 1975), Schauspielerin
- Tom Poti (* 1977), Eishockeyspieler
- Alisan Porter (* 1981), Schauspielerin
- Damien Sandow (* 1982), Wrestler
- Marvin Degon (* 1983), Eishockeyspieler
- Scott Stallings (* 1985), Golfer
- Ken Doane (* 1986), Wrestler
- Carmella (* 1987), Wrestlerin
- Dorian McMenemy (* 1996), dominikanische Schwimmerin[4]
- Joyner Lucas (* 1988), Rapper und Sänger
- Erik Per Sullivan (* 1991), Filmschauspieler
- Ivana Hong (* 1992), Kunstturnerin[5]
- Omar Jimenez (* 1993), Journalist, Korrespondent bei CNN
- Carmelo Hayes (* 1994), Wrestler
- Alana Cook (* 1997), Fußballnationalspielerin
- Stephen Nedoroscik (* 1998), Geräteturner